# Boroterapia
La boroterapia o terapia a cattura di neutroni col boro (BNCT) è un tipo di radioterapia per il trattamento di tumori maligni localmente invasivi come tumori cerebrali primari, tumori ricorrenti della regione testa-collo e melanomi cutanei ed extracutanei.
Il trattamento prevede due fasi: in una prima fase in cui al paziente viene iniettato un composto contenente l'isotopo stabile boro-10 e delle strutture che ne permettono l'accumulo nella regione tumorale da trattare. Il boro-10 ha un'elevata propensione a catturare neutroni "termici" a bassa energia: la sezione d'urto dei neutroni di boro-10 (3.837 barn) è mille volte maggiore di quella di altri elementi, come azoto, idrogeno o ossigeno, presenti nei tessuti. In una seconda fase, il paziente viene irradiato con neutroni epitermici. Le sorgenti di tali neutroni in passato erano reattori nucleari, mentre ora sono acceleratori di particelle. Dopo aver perso energia penetrando nei tessuti, i neutroni "termici" a bassa energia risultanti vengono catturati dagli atomi di boro-10. La reazione di decadimento risultante produce particelle alfa ad alta energia che uccidono le cellule cancerose che hanno assorbito abbastanza boro-10.

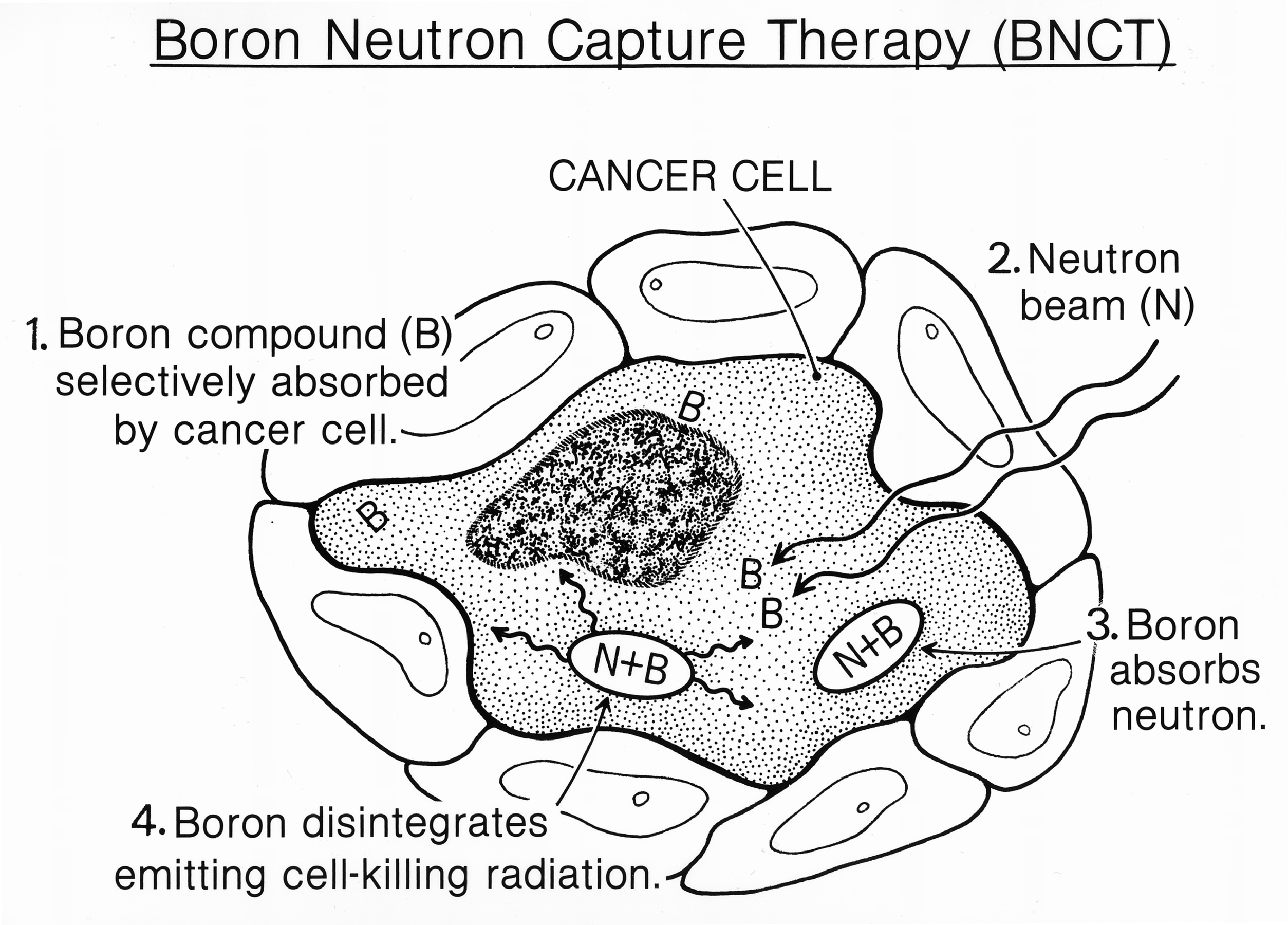
1) Il composto di boro (b) viene assorbito selettivamente dalle cellule cancerose. 2) Il fascio di neutroni (n) è diretto al sito del cancro. 3) Il boro assorbe i neutroni. 4) Il boro si disintegra emettendo radiazioni che uccidono il cancro.

La bototerapia si basa su reazioni nucleari che si verificano quando il boro-10 (non radioattivo, che costituisce circa il 20% del boro elementare naturale) viene irradiato con neutroni di energia appropriata per produrre boro-11 eccitato ( 11B *). Questo elemento instabile decade radioattivamente, producendo particelle alfa ad alta energia (nuclei di 4He ) e nuclei di litio-7 ( 7Li ) ad alta energia. La reazione nucleare è la seguente: 
10 B + n ° → [ 11 B] *→ α + 7 Li + 2,31 MeV
Sia le particelle alfa che i nuclei di litio producono ionizzazioni ravvicinate nelle immediate vicinanze della reazione, con un intervallo di 5–9 μm, circa pari al diametro della cellula bersaglio. Di conseguenza, la letalità della reazione di cattura è limitata alle cellule contenenti boro.